# Роммель (телефильм)
Роммель (нем. Rommel) — военная драма 2012 года режиссёра Ники Штайна. В главной роли сыграл Ульрих Тукур. В фильме о последних годах жизни фельдмаршала Роммеля начиная с принятия им руководства над Атлантическим валом и до его гибели. Фильм был показан по каналу Das Erste. 

## Описание сюжета
К фельдмаршалу Роммелю прибывают генералы Вильгельм Бургдорф и Эрнст Майзель. Они обвиняют Роммеля в участии в заговоре против Гитлера. Воспоминания уносят Роммеля в прошлое...
Фельдмаршал Роммель принимает командование над Атлантическим валом. Вопреки мнению генералов он считает, что в случае высадки союзников их надо бить прямо на берегу и скинуть в море. Для этого все силы нужно держать вдоль линии берега. Фельдмаршал Рундштедт напротив считает, что силы нужно стянуть в кулак в глубь территории Франции, дать союзникам высадиться а после разбить их. Роммель возражает, что в этом случае немцам при движении к побережью, придётся пробиваться через засады партизан, плацдармы десантников, подвергаясь ударам ВВС стран-союзников. Однако фюрер оставляет танковые силы под командованием Рундштедта, взбешённый Роммель покидает заседание.   
Время подтверждает правоту Роммеля. Союзники высаживаются и начинают с боями продвигаться к Германии. Роммель начинает понимать, что сопротивление бессмысленно. С ним связываются заговорщики, рассчитывая, что небывалый авторитет Роммеля в войсках позволит им удержать их в подчинении. Однако покушение на фюрера проваливается. Несмотря на то, что никто из заговорщиков не выдает Роммеля, к нему прибывают два генерала и предлагают на выбор пойти под суд или совершить самоубийство. Роммель навсегда прощается с женой и с сыном и спокойно уезжает навстречу смерти. Фильм завершается трансляцией эпизодов помпезных похорон Роммеля.

## В ролях
- Ульрих Тукур — фельдмаршал Роммель
- Тим Бергманн — оберст-лейтенант Цезарь фон Хофакер
- Рольф Канис — оберст Эберхард Финк
- Патрик Мёллекен — Манфред Роммель
- Ханс Цишлер — фельдмаршал Герд фон Рундштедт
- Клаус Г. Берендт — генерал-полковник Гейнц Гудериан
- Беньямин Задлер — генерал-лейтенант Ханс Шпайдель
- Аглая Шишковиц — Люси-Мария Роммель
- Роберт Шупп — гауптман Альдингер
- Петер Вольф — обергруппенфюрер Эрнст Кальтенбруннер
- Хубертус Хартманн — генерал от инфантерии Карл фон Штюльпнагель
- Вики Крипс — графиня Ла Рошфуко
- Михаэль Кранц — фельдфебель Карл Даниэль (водитель Роммеля)
- Йоханнес Зильбершнайдер — Адольф Гитлер
- Оливер Нигеле — генерал от инфантерии Гюнтер Блюментритт
- Хари Принц — генерал танковых войск Лео Гейр фон Швеппенбург
- Ханс Кремер  — генерал от инфантерии Маркс
- Питер Кремер — генерал от инфантерии Вильгельм Бургдорф
- Томас Тиме — фельдмаршал Ханс Гюнтер фон Клюге
- Максимилиан фон Пуфендорф — генерал-майор фон Темпельхофф
- Джо Бауш — фельдмаршал Вильгельм Кейтель